# Hexatoma (Eriocera) cincta ignithorax
Hexatoma (Eriocera) cincta ignithorax is een ondersoort van de tweevleugelige Hexatoma (Eriocera) cincta uit de familie steltmuggen (Limoniidae). De ondersoort komt voor in het Oriëntaals gebied.